# Václav Posejpal
Václav Posejpal (20. prosince 1874 Rasochy – 8. dubna 1935 Praha) byl český fyzik a zabýval se fyzikální aplikací matematiky na školách.

## Život
Studoval na filosofické fakultě české univerzity. Mezi jeho učiteli byli Studnička, Ed. Weyr, Strouhal, Koláček, Gruss, Augustin, Masaryk a Drtina. Státní zkouška složená 14. prosince 1899 jej opravňovala vyučovat matematiku a fyziku na středních školách. Titul "doktor filosofie" mu byl udělen 28. května 1900 po obhájení disertační práce na téma "O řadách Fourierových se zvláštním zřetelem k pracím Cauchyho". Po studiích učil na středních školách v Hradci Králové a v Praze; roku 1908 odjel do Paříže k dalším studiím, kde vytvořil habilitační práci. V letech 1910 až 1919 byl docentem na Karlově univerzitě, od roku 1919 zde byl profesorem.
Zemřel roku 1935 v Praze. Byl zpopelněn a pohřben na Vinohradském hřbitově.

### Rodinný život
Byl ženat, s manželkou Františkou (*1877) měl syna Václava (*1912).

## Dílo
Jeho publikační činnost lze rozdělit do čtyř okruhů: (1903–1914) o účinku magnetického pole na elektromotorickou sílu článků, (1915–1924) o lomu světla v plynech, (1925–1927) o Röntgenových paprscích, (1928–1934) o světelném étheru a souvisejících jevech.
Byl členem Jednoty československých matematiků a fyziků a Mezinárodního výboru pro míry a váhy.